# Christian Nielsen (futebolista)
Christian "Krølle" Nielsen ou simplesmente Krølle (inglês: Curly) (Dinamarca, 24 de março de 1985) é um futebolista dinamarquês.
Vindo do Herfølge BK em 1 de julho de 2007, tem sido usado principalmente como um jogador marginal, não tendo seu avanço final, no entanto, sendo um jogador versátil, jogou alguns jogos agora em diferentes posições no campo - principalmente na defesa e no meio-campo.
Deixou o FC Nordsjælland em 2009.